# Taeniolethrinops
Taeniolethrinops (gr.: „tainia“ = Streifen + Lethrinops) ist eine Buntbarsch-Gattung, die endemisch im ostafrikanischen Malawisee vorkommt. 

## Merkmale
Taeniolethrinops-Arten werden 11 bis 30 cm lang und besitzen die typische Gestalt eines Haplochromis-Verwandten. Die Taeniolethrinops-Arten haben einen mehr oder weniger deutlich ausgeprägten diagonalen Streifen, der vom „Nacken“ bis in den oberen Teil des Schwanzstiels verläuft. Durch ihre spitzere Kopfform lassen sich Arten, die über Sandböden leben, von Arten, die in gemischten Habitaten leben, unterscheiden.

## Lebensweise
Taeniolethrinops-Arten leben über Sand- oder gemischten Böden und ernähren sich, indem sie den Sand nach Fressbarem durchkauen. Einige Taeniolethrinops-Arten mit besonders spitzen Schnauzen stoßen dazu kopfüber bis zu den Augen und tiefer in den Sand. Der portionsweise aufgenommene Sand wird durchgekaut und kleine, darin befindliche Wirbellose wie Insektenlarven oder Weichtiere werden gefressen. Taeniolethrinops-Arten sind agame Maulbrüter, d. h. nur ein Geschlecht, in diesem Fall das Weibchen, übernimmt die Maulbrutpflege.

## Systematik
Wie fast alle Buntbarsche des Malawisees gehört Taeniolethrinops zum Tribus Pseudocrenilabrini und ist am nächsten mit den ebenfalls endemisch im Malawisee vorkommenden Gattungen Lethrinops und Tramitichromis verwandt. Taeniolethrinops unterscheidet sich von Lethrinops durch ein diagonales Band, von Tramitichromis durch die Form der Pharynx.

## Arten
Es gibt vier beschriebene Arten:
- Taeniolethrinops cyrtonotus (Trewavas, 1931)
- Taeniolethrinops furcicauda (Trewavas, 1931)
- Taeniolethrinops laticeps (Trewavas, 1931)
- Taeniolethrinops praeorbitalis (Regan, 1922) (Typusart)